# Шахбединова Имарет джамия
 Тази статия е за джамията в Пловдив.  За джамията в Одрин вижте Шахбединова джамия (Одрин).  
Шахбединовата Имарет джамия (на турски: Şahabettin İmaret Camii) е действащ мюсюлмански храм в Мараша, Пловдив, България.
Джамията е изградена през 1444/1445 година от румелийския бейлербей Шахбедин паша на десния бряг на река Марица, в близост до Моста на Лала Шахин (който е бил разположен приблизително на мястото на днешния Пешеходен мост). Според Богдан Филов тя „принадлежи към най-хубавите и интересни турски постройки в България“. Любен Каравелов разказва, че сградата ѝ е бивша християнска черква. Високо над входа по-рано е стояла плоча (сега свалена и счупена), на която на арабски език пише:
| „ | С благословията на честития султан, син на султан, султан Мурад хан, син на Мохамед хан, султан, да бъде вечно царството му, бейлербей хаджи Шахабедин паша заповяда изграждането на този възвишен имарет. Бог да го зарадва с каквото пожелае на двата свята за това, което изгради. За датата да се приеме старото благодеятелство от преселението на Пророка. | “ |

Цифровото съответствие на арабските букви в израза „да се приеме старото благодеятелство“ е общо 848. Тази година в мюсюлманския календар отговаря на 1444-1445 от Рождество Христово. Според Григор Бойков джамията е строена през 1444 г. (преди Мурад II да се оттегли от престола), а според Ибрахим Татарлъ – през 1445 г. (след Варненската битка и последвалата я изключително студена зима).
Два по-късни османски надписа съобщават за ремонт на джамията по времето на Махмуд II и за направена в преддверието ѝ чешма. През 1965-1976 г. сградата е основно реставрирана от Националния институт за паметниците на културата под ръководството на архитект Никола Мушанов. От 1992 г. тя отново е действащ молитвен дом.
Зданието е планирано във формата на буква Т, обърната с водоравната си част на юг. Цялата дължина на северната му фасада е заета от открито преддверие с 5 островърхи арки. Описаното от Евлия Челеби като „високо и безподобно“ минаре има зигзаговидна тухлена зидария.
Отвътре стените са били украсявани с орнаментална стенопис трикратно: през XV, XVIII и XIX век. На места в най-старата стенна мазилка са били врязани рисунки-графити – много от тях с изображения на кораби.
Централният кораб е квадратен, с носен от осмостенен барабан широк купол. Двете по-малки странични помещения са също квадратни и засводени с кубета. Отначало те са били отоплени (запазени са следи от комини) и отделени от молитвената зала чрез вътрешни стени (съборени вероятно през XVI в.), понеже са служили като завие (приют за странстващи дервиши).
В двора на джамията има тюрбе, в което е погребан Шахбедин паша. Редом с тези две сгради той издигнал още хан (страноприемница), имарет (кухня за бедни), хамам (баня), мектеб и медресе (училища).
Имаретът („твърде внушителна постройка, на два етажа, в правоъгълна форма“) е съборен през 1896-1897 г. От 1879 до 1885 г. в сградата на банята (Хюнкяр хамам) заседава източнорумелийското Областно събрание. Тя е разрушена през 1923 г. и заменена с доходно здание на Зографския манастир (1931). Ханът, познат под името „Панаир хан“, е сринат към 1983 г. На негово място сега има паркинг за леки коли.
Основаният от Шахбедин вакъф се издържал от наема на голям брой къщи и магазини в Одрин и Малгара, от данъците на пет турски села край Малгара и на селата Куклен, Воден (днес квартал на Асеновград), Aврово и Ново село, както и от две големи оризища. През 1528-1529 г. общият доход от тях възлизал на 179 987 акчета.
Джамията дължи името си на свързания с нея имарет. В течение на повече от четири века там „ежедневно раздавали топла храна и хляб на бедните, от каквато и да са вяра“.

## Изследвания
- Рудлоф-Хиле, Г., Рудлоф, О. Град Пловдив и неговите сгради. – Известия на Българския археологически институт, 8, 1934, 390-393, 419-421
- Ayverdi, E. H. Osmanlı miʿmârîsinde Çelebi ve II. Sultan Murad devri, 806-855 (1403-1451). Istanbul, 1972, 479-485
- Овчаров, Н. Рисунките-графити от „Имарет джамия“ в Пловдив като извор за историята на Средиземноморието през XV век. С., 1987 [Разкопки и проучвания, кн. 18]
- Татарлъ, И. Турски култови сгради и надписи в България. С., 2003, 10-11, 34-42, 116
- Борисов, Д. Вакъфската институция в Родопите XV-XVII в. Пловдив, 2008, 164-182
- Kiel, M. The Incorporation of the Balkans into the Ottoman Empire, 1353–1453. – In: The Cambridge History of Turkey. T. 1 (ed. K. Fleet). Cambridge, 2009, 185-188
- Бойков, Г. The Waqf and the Complex of Şihabeddin Paşa in Filibe. – In: Balkanlarda Osmanlı Vakıfları ve Eserleri Sempozyumu, İstnbul-Edirne 9-11 Mayıs 2012 (ed. Burhan Ersoy). Ankara, 2012, 181-190
- Бойков, Г. „Османизацията“ на Пловдив (Филибе) през ХV в.: население, градоустройство и архитектура. – Годишник на Регионален исторически музей Пловдив, 8, 2012, 55-62
- Chardakliyska, E. The Muradiye and Imaret Mosques in the Context of Early Ottoman Filibe Архив на оригинала от 2016-08-07 в Wayback Machine.. M.A. thesis, American University in Cairo, 2015
- Миков, Л. Джумая джамия и Имарет джамия в Пловдив: история, специфика и съвременно състояние. С., 2018